# Gran Enciclopedia Ucraniana
Gran Enciclopedia Ucraniana (GUE; Ukr. Вели́ка украї́нська енциклопе́дія, ВУЕ, transliterada como Velýka ukraíns'ka entsyklopédiia. VUE) es una enciclopedia ucraniana publicada desde 2013 por la Institución Estatal "Encyclopedia Press" (antigua Oficina Editorial Principal de la Enciclopedia Soviética de Ucrania) según dos decretos del Presidente de Ucrania bajo los auspicios de la Academia Nacional de Ciencias de Ucrania. A partir de 2022, el vol. 1 (2016), los vols. 2 y 3 están listos para su publicación (en 2021 se publicaron en el sitio web “Encyclopedia Press” en formato pdf)  así como un volumen separado “Ucrania: 30 años de independencia. Una breve guía de referencia”.  La directora del proyecto es la directora de “Encyclopedia Press” Alla Kyrydon. El jefe del consejo editorial es el miembro de pleno derecho de la Academia Nacional de Ciencias de Ucrania, Vadym Loktiev.

## Orígenes
El 2 de enero de 2013, el presidente de Ucrania, Viktor Yanukovich, emitió el decreto nº 1/2013 “Sobre la Gran Enciclopedia Ucraniana” en el que afirmaba: “apoyar una propuesta de la Academia Nacional de Ciencias de Ucrania para crear y publicar una Gran Enciclopedia Ucraniana en 2013-2020”.  Según este decreto, la antigua editorial estatal especializada de Ucrania Mykola Bazhan “Enciclopedia Ucraniana” (ucraniano: Всеукраїнське державне спеціалізоване видавництво «Українська енциклопедія» і М. П. Бажана) fue reorganizada y rebautizada como Institución Estatal de Investigación “Enciclopedia”. Prensa". El 12 de enero de 2015, el presidente de Ucrania, Petro Poroshenko, emitió el decreto nº 7/2015 “Sobre la creación y publicación de la Gran Enciclopedia Ucraniana”, que introdujo cambios en el decreto anterior. Según este documento, la nueva enciclopedia debía publicarse tanto en línea como fuera de línea en el período 2013-2026. En 2013-2014, el proyecto fue dirigido por el historiador Yuri Shapoval. En 2014-2015, el director interino de Encyclopedia Press fue el historiador Volodymyr Kryvosheia. Desde 2015, la directora de “Encyclopedia Press” y responsable del proyecto es la profesora Alla Kyrydon.

## Publicaciones preliminares y metodológicas
Desde 2015, “Encyclopedia Press” ha publicado 14 listas de términos propuestos para la enciclopedia como artículos de debate. Cada lista se centra en una determinada disciplina académica. En particular, la institución publicó las listas de términos sobre: Biología; Medicamento; geociencia; Física; Filosofía, Lógica, Ética y Estética; Arquitectura; Ciencias Sociales; Lingüística; Historia de Ucrania e Historia Mundial; Ley; Estudios religiosos; Deportes; Ciencias Políticas; Educación.  2015, la institución también publicó directrices para los autores de la Gran Enciclopedia Ucraniana y varios volúmenes recopilados sobre la historia de las enciclopedias, el proceso de creación de enciclopedias, etc. 

## Versión web
En 2018, se lanzó la versión web de la Gran Enciclopedia Ucraniana en el sitio web vue.gov.ua. Contiene versiones ampliadas de sus artículos y sus versiones en audio para personas con discapacidad auditiva. 